# Senso unico alternato

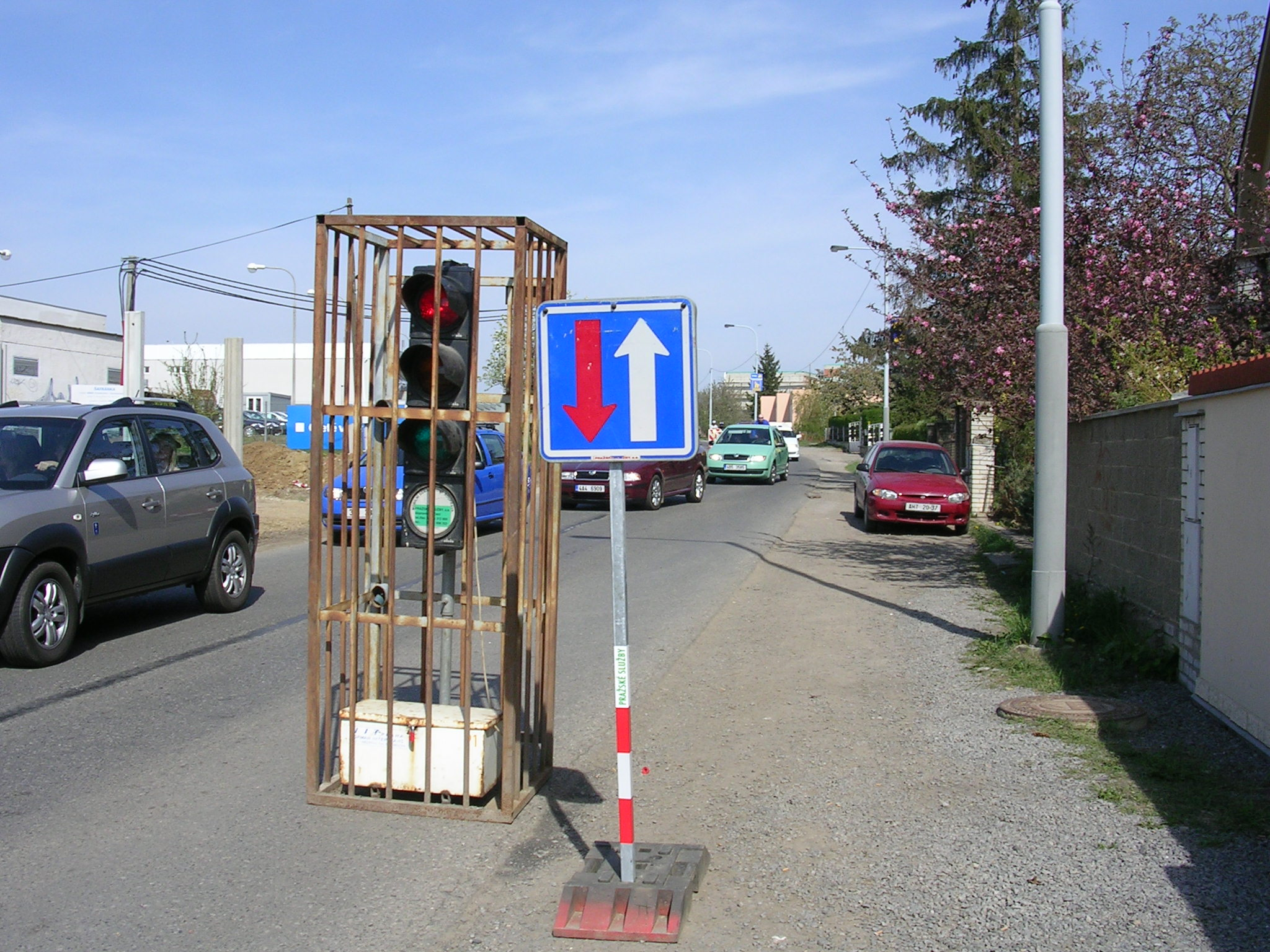
Esempio di senso unico alternato regolato da impianto semaforico in Repubblica Ceca.

Il senso unico alternato è un sistema di gestione del traffico dove in una carreggiata vengono alternati i due sensi di marcia.
Viene generalmente adottato in corrispondenza di restringimenti causati da cantieri sulla strada oppure su tratti di strada che non consentono, a causa delle caratteristiche morfologiche, la costruzione di carreggiate a doppio senso. 
Esistono due metodi di gestione del senso unico alternato, la cui applicazione varia a seconda delle caratteristiche della strettoia in cui viene adottato.

## Modi di gestione

### Ciclo semaforico
Se il tratto di strada in cui è presente il senso unico alternato non è completamente visibile da entrambe le estremità, la circolazione viene regolata tramite semafori, che vengono programmati secondo la sequenza riportata in basso. Questo sistema è usato principalmente in presenza di attività di ristrutturazione di carattere temporaneo o di cantieri stradali; il ciclo semaforico viene invece applicato in modo permanente in tratti stradali a corsia singola o quando la conformazione della strada è sempre tale da non consentire ai veicoli di transitare in totale sicurezza. In tali situazioni viene ripetuto continuamente il seguente ciclo:, in cui ogni fase ha una precisa durata temporale:
| Località di inizio | Località di fine | Significato                                                                                                 |
| ------------------ | ---------------- | --- |
| Semaforo verde     | Semaforo rosso   | Traffico in direzione della località di fine.                                                               |
| Semaforo rosso     | Semaforo rosso   | Periodo atto a smaltire il traffico accumulato nella tratta prima di autorizzare l'inversione di direzione. |
| Semaforo rosso     | Semaforo verde   | Traffico in direzione della località di inizio.                                                             |
| Semaforo rosso     | Semaforo rosso   | Periodo atto a smaltire il traffico accumulato nella tratta prima di autorizzare l'inversione di direzione. |

### Segnali verticali
Se il tracciato a senso unico alternato gode di completa visibilità da entrambi i lati, il transito dei veicoli è regolato secondo le regole della precedenza, facendo ricorso a due segnali verticali, installati ognuno ad una delle due estremità del tratto interessato:

#### Dare precedenza nei sensi unici alternati
Il segnale che obbliga i conducenti a dare precedenza in un senso unico alternato (che nella legislazione italiana è comparso per la prima volta nel 1959 come segnale d'obbligo per poi essere classificato, a partire dal 1990, come segnale di precedenza) è di forma circolare, con sfondo bianco bordato di rosso. All'interno di esso vi sono due frecce, rivolte rispettivamente verso l'alto e verso il basso e disposte a seconda del senso di marcia in vigore nel Paese: la freccia rossa rappresenta il flusso veicolare che dovrà fermarsi per dare la precedenza.
Da un punto di vista grafico, questo tipo di segnale non presenta significative differenze da Stato a Stato, ad eccezione per i Paesi facenti parte del continente americano.

Segnale di dare precedenza nel senso unico alternato previsto dalla Convenzione di Vienna sulla segnaletica stradale[2]
Variante a fondo giallo del segnale[2]

#### Diritto di precedenza nei sensi unici alternati
Il segnale che notifica ai conducenti il diritto di precedenza in un senso unico alternato (anch'esso comparso per la prima volta nelle normative italiane nel 1959 come segnale d'indicazione per poi essere riclassificato nel 1990 come segnale di precedenza), è di forma quadrata, a sfondo blu e con all'interno due frecce, rivolte rispettivamente verso l'alto e verso il basso e disposte a seconda del senso di marcia in vigore nel Paese: la freccia bianca indica il flusso veicolare che gode del diritto di precedenza.
A livello grafico, le versioni di questo segnale adottato nei vari paesi non presentano grosse differenze: l'unica sostanziale riguarda la forma, che in alcuni Paesi può essere rettangolare.

Segnale di diritto di precedenza nel senso unico alternato previsto dalla Convenzione di Vienna sulla segnaletica stradale[2]